# New York unter dem Schnee
New York unter dem Schnee (spanisch Nueva York bajo la nieve) ist ein Erlebnisbericht des modernistischen Autors José Martí über den Schneesturm, der sich im März 1888 in New York ereignete und etwa 400 Tote forderte. Geschrieben am 15. März 1888 wurde die crónica am 27. April desselben Jahres als Artikel in der argentinischen Zeitschrift La Nación veröffentlicht.

## Inhalt
Zu Beginn des Artikels wird beschrieben, wie der Frühling in die Stadt einzieht. Plötzlich bricht ein Schneesturm los und überrascht die Menschen. In zwei Tagen hat der Schnee New York besiegt. Durch Ausfall der Stromversorgung und Zusammenbruch von Telefonnetzes und Verkehrsinfrastruktur kann beispielsweise nur begrenzt gegen ausbrechende und durch den Sturm angefachte Brände vorgegangen werden. Das Überleben der Menschen ist durch den Schneesturm und die durch ihn verursachten Beschädigungen und Einschränkungen stärker als üblich von der gegenseitigen Unterstützung der Einwohner untereinander abhängig. In der gesamten Bucht gibt es Tote, Verletzte, aber auch Gerettete. Der Mensch, der zeitweise Niederlagen einstecken musste, hat sich am Ende gut bewährt und gegen den weißen Feind angekämpft.

### Interpretation des Inhaltes
Die hier beschriebene Situation beruht auf einem vom Autor tatsächlich beobachtetem Ereignis. Er versucht, die von ihm gesehenen Geschehnisse für die Leser Lateinamerikas, speziell Argentiniens, nachvollziehbar zu beschreiben. Unter einem Schneesturm kann sich ein Bewohner Argentiniens nichts vorstellen. Deshalb musste Martí ein passendes Äquivalent finden, mit dem er die Katastrophe beschreiben konnte. Aus diesem Grund schrieb er von diesem Sturm auch als der „Große weiße Wirbelsturm“ (Great White Hurricane). Ein Wirbelsturm bringt in wärmeren Regionen Verwüstung und reißt zahlreiche Opfer in den Tod. Somit war es José Martí möglich, einem Publikum an einem anderen Ort der Welt das Geschehen anschaulich zu schildern.
Die Stadt New York nimmt in diesem Zusammenhang eine besondere Funktion ein. Bereits zu jener Zeit galt die Stadt als Symbol für Moderne und Fortschrittlichkeit. Hier schien alles möglich, nichts konnte über die Kraft des Menschen triumphieren. Nun ist in „New York unter dem Schnee“ all dies unwichtig, der Schneesturm zieht in die Stadt ebenso leicht ein wie in ein unbewohntes Gebiet. Die technischen Errungenschaften wie Telefon und Eisenbahn können dem Sturm nicht standhalten; die Natur ist stärker ist als alles, was der Mensch erschuf.
In diesem Zusammenhang ist José Martís Kritik an der modernen Gesellschaft spürbar. Er beschreibt Menschen, die trotz der tödlichen Gefahr des Schneesturm in die Stadt drängen, zum einen, weil sie ohne die modernen Errungenschaften wie Zeitungen, Theater oder Telefone nicht leben können, zum anderen aus Angst davor, nicht zur Arbeit zu erscheinen. Hier kritisiert Martí die Habgier der modernen Gesellschaft. Außerdem birgt die zunehmende Kommerzialisierung Gefahren für die Menschen, die Existenzängste haben und um ihre Arbeitsplätze fürchten. Martí beschreibt beispielsweise die Szene eines Botenjungen, der von seinem Arbeitgeber in den Sturm geschickt wird, um eine Nachricht zu übermitteln und dabei ums Leben kommt. Diesen Verfall der Menschlichkeit verurteilt Martí. Gleichzeitig zeigt er aber auch die guten Seiten des Menschen, sich gegenseitig in Zeiten größter Not zu helfen, und betont damit, dass es trotz aller negativen Entwicklungen immer auch Grund zur Hoffnung und zu Vertrauen gibt.

### Analyse der Sprache
Der Schreibstil Martís trägt typische Merkmale des Modernismo. Reich an sprachlichen Wendungen wird anhand zahlreicher sprachlicher Mittel ein realistisches Bild der beschriebenen Situation gezeichnet. Dabei ist die Sprache hochkunstvoll und reich an Symbolen und Details, die eine flutartige Grundstimmung erzeugen und der Situation eine dramatische Stimmung geben.
Martí spielt mit der Antithetik, um eine spannungsgeladene Atmosphäre zu schaffen. Er beginnt mit einer friedvollen Beschreibung des beginnenden Frühlings und des Erwachens der Natur und geht dann schnell über in eine Beschreibung des Sturms und der Kälte. Dabei stellt er den Überlebenskampf der Menschen dem Tod gegenüber, spricht einerseits vom Erwachen der Natur, andererseits von der Zerstörung. Außerdem erzeugt er Spannung durch die gegensätzlichen Bilder Feuer gegen Eis sowie Hilfsbereitschaft gegen Selbstsüchtigkeit.
Martí beschreibt den Schneesturm in vielen Facetten. Dabei wählt er zahlreiche Begriffe für ein und dieselbe Sache, beschreibt das Schneegestöber und den Sturm mit den Worten ‘la ventisca‘ (Schneetreiben), ‘el vendaval‘ (Sturm) und ‘la borrasca‘ (Unwetter). Den Inhalt des Artikels könnte man in wenigen Sätzen zusammenfassen, aber Martí beschreibt die Geschehnisse mit allen Einzelheiten in kunstvoller Sprache und langen, ausdrucksstarken Sätzen, um gerade auch dem argentinischen Leser das Gefühl zu geben, Teil des Geschehens zu sein. Dafür verwendet er zahlreiche Metaphern, wie das Bild eines Maulwurfs, der sich in seine Höhle zurückzieht („como un topo en su cava“) um die verängstigten Bewohner New Yorks zu beschreiben. Außerdem zeigt das Wort „exhaustos“, das vom englischen Wort exhausted abgeleitet ist, dass neue Wortkreationen im Spanischen entstanden sind.
Eine Schlüsselstelle des Artikels ist der Absatz:
„Grande fue la derrota del hombre: grande es su victoria. La ciudad está aún blanca: blanca y helada toda la bahía. Ha habido muertes, crueldades, caridades, fatigas, rescates valerosos. El hombre, en esta catástrofe, se ha mostrado bueno.“
Hier beschreibt Martí die Fähigkeit der Menschen, mit Katastrophen umzugehen. Es ist als Botschaft über die Seele des Menschen zu verstehen, der in Zeiten größter Not kämpfen kann und Mitgefühl und Hilfsbereitschaft für seine Mitmenschen zeigt. Der Schreibstil dieses Abschnittes unterscheidet sich stark vom Rest des Textes. Es handelt sich um sehr kurze, einfach gestaltete Sätze, im Gegensatz zu den langen, verschachtelten Sätzen im Rest des Artikels. Dieser Abschnitt soll sich stilistisch abheben, um die wichtige Botschaft, dass der Mensch sich in der größten Not als gutherzig erweist, deutlich zu machen. Dabei fällt weiterhin auf, dass José Martí immer von „el hombre“ („der Mensch“) spricht. Er beschreibt also die Eigenschaften der Rasse Mensch in schwierigen Situationen und teilt die Menschen dabei in Kategorien ein (gut, böse, mutig, grausam), fällt aber am Ende sein Urteil über alle Menschen im Allgemeinen, ihre Stärken und Schwächen alle einschließend.

### Primärliteratur
- Martí, José: “Nueva York bajo la nieve”. In: José Martí: Ensayos y crónicas. José Olivio Jiménez (Hrsg.). Madrid: Cátedra, 2004, S. 291–297.
- Martí, José: “Nueva York bajo la nieve”. In: José Martí: Ombras comlpetas, Habana 1991, Vol. 11, S. 417–422 (online unter: http://biblioteca.clacso.edu.ar/ar/libros/marti/Vol11.pdf)
- Sekundärliteratur

- Rainer Hess, Gustav Siebenmann, Tilbert Stegmann: Literaturwissenschaftliches Wörterbuch für Romanisten. 4. Aufl. A. Francke Verlag, Tübingen 2003, ISBN 3-7720-8031-6.
- José Olivio Jimenez: La Personalidad Literaria y Humana de José Martí. In: José Martí (Autor), José Olivio Jiménez (Hrsg.): Ensayos y crónicas. Cátedra, Madrid 2004, ISBN 978-84-376-2131-9, S. 11 ff.
- Hans-Joachim König: Kleine Geschichte Lateinamerikas. Aktual. Neuausg. Reclam, Stuttgart 2009, ISBN 978-3-15-017062-5.
- Dieter Reichardt (Hrsg.): Autorenlexikon Lateinamerika. Suhrkamp, Frankfurt/M. 1992, ISBN 3-518-38828-2.
- Dieter Reichardt: Lateinamerikanische Autoren. Literaturlexikon und Bibliographie der deutschen Übersetzungen. Verlag Erdmann, Tübingen 1972, ISBN 3-7711-0152-2.
- Michael Rössner: Lateinamerikanische Literaturgeschichte. 3. Aufl. Metzler, Stuttgart 2002, ISBN 3-476-01858-X.
- Michael Zeuske: Kleine Geschichte Kubas. 3. Aufl. Beck, München 2007, ISBN 978-3-406-49422-2 (Beck’sche Reihe; 1371).